# پرچم پیتسبرگ
پرچم پیتسبرگ در ۳ فوریه ۲۰۱۴ پذیرفته شد. رنگ‌های رسمی این پرچم سیاه و طلایی است و یونیفرم اصلی بازیکنان تیم فوتبال پیتسبرگ استیلرز نیز به افتخار این پرچم سیاه و طلایی است.